# Wardaman
Wardaman je australský domorodý jazyk, jehož počet mluvčích se odhaduje asi na 50. Používá se v severní části Severního teritoria. 
Původně byl wardaman řazen do jazykové rodiny gunwinyguanských jazyků, ale dnes je obvykle považován za izolovaný jazyk. Je možné že patřil do malé jazykové rodiny yangmanických jazyků, kam by měli patřit ještě dva mrtvé jazyky (yangman a dagoman). Někdy bývá wardaman řazen do souvislosti s dalším izolovaný jazykem wagiman.

## Ukázka
Tři věty v jazyce wardaman a český překlad:
- Layin wurr-yorriyawu, gangman or buligi. (Dříve honili zvěř, klokany nebo dobytek)
- Jerrin ngoy wurr-mendiya (Vykopali zemní pec)
- Wurr-mendiya jinggiyn, diyl wur-bundiyawu (Za pomocí klacíků ji zapálili)